# 源泰長
源 泰長（みなもと やすなが）は、南北朝時代の出羽国山北三郡の領主。秋田城介。

## 生涯
江戸時代の佐竹氏久保田藩で蒐集、編纂のすすめられた史料『秋田藩家蔵文書』に「秋田城之介 源泰長（あきたじょうのすけ みなもとやすなが）」の名で登場する。泰長の系譜等の詳細は不明であるが、『秋田藩家蔵文書』の正平五年条に『「正平5年（1350年）8月、平鹿郡明永熊野神社（秋田県横手市）に平鹿郡吉田（横手市吉田）・八幡（横手市八幡）、仙北郡飯詰（美郷町飯詰）の3か郷を寄進し、雄勝郡・平鹿郡・仙北郡の3郡を同社の午王獅子舞の掠領とする」との記録がある。
「掠領」が実際にどれほどの効果をもたらしたものかは不明であるが、この記述をみる限り、泰長は単に横手盆地の平鹿郡東部および仙北郡南部の領主ではなく、小野寺氏（雄勝郡）、里見氏（平鹿郡西部）、和田氏（仙北郡西部）、和賀氏（仙北郡東部）など当時の在地領主より上位に立って、何らかの権限を郡単位におよぼしていたものと考えられる。
塩谷順耳は、上記の現象について、後醍醐天皇の建武政権において推進された国衙機構復権政策の影響によって、足利氏の幕府においても保証された公家支配権の具体的な現れとしている。